# Harold Kitching
Harold Edward Kitching, född 31 augusti 1885 i Great Ayton, död 18 augusti 1980 i Great Ayton, var en brittisk roddare.
Kitching blev olympisk bronsmedaljör i åtta med styrman vid sommarspelen 1908 i London.